# IC 3692
IC 3692 је спирална галаксија у сазвјежђу Береникина коса која се налази на листи објеката дубоког неба у Индекс каталогу.
Деклинација објекта је + 20° 59' 22" а ректасцензија 12h 42m 53,9s. Привидна величина (магнитуда) објекта IC 3692 износи 13,8 а фотографска магнитуда 14,7. IC 3692 је још познат и под ознакама UGC 7885, MCG 4-30-16, CGCG 129-20, KARA 548, PGC 42743.